# Kanton Solothurn
Kanton Solothurn er en kanton i det nordvestlige Schweiz. Hovedstaden hedder Solothurn ligesom kantonen.  Mod syd og sydvest grænser kantonen Solothurn til Bern, i vest til Jura, i øst til Aargau og i nord til Basel-Landschaft.
Solothurn har to eksklaver mellem Basel-Landschaft og Frankrig og en tredje i Bern.
- Wikimedia Commons har flere filer relateret til Kanton Solothurn

47°09′N 7°38′Ø / 47.15°N 7.63°Ø